# ブランキツァ・ミハイロビッチ
ブランキツァ・ミハイロヴィッチ（セルビア語: Бранкица Михајловић, ラテン翻記:Brankica Mihajlović, 1991年4月13日 - ）は、セルビア国籍のバレーボール選手。2012年からセルビア代表。

## 来歴
ボスニア・ヘルツェゴビナのブルチコ（当時のユーゴスラビア社会主義連邦共和国）出身。ボスニア・ヘルツェゴビナのジュニアナショナルチームに選出された経験がある。
セルビア国籍を取得。2012年からセルビアナショナルチームでプレーする事を認められた。同年のワールドグランプリやロンドン五輪に出場した。
2013年のワールドグランプリでレギュラーに定着し、2大会ぶりの銅メダルを獲得すると、自身もベストウィングスパイカー賞を受賞した。
2014年11月24日、Vプレミアリーグの久光製薬スプリングスに入団。
2015年8月から9月にかけて開催されたワールドカップにおいて、ナショナルチーム準優勝に大きく貢献し、2016年リオデジャネイロオリンピックの出場権を獲得するとともに、自らもファーストベストアウトサイドスパイカー賞を受賞した。
2016年8月のリオ五輪では銀メダルを獲得した。2016-17シーズンからは中国スーパーリーグの天津渤海銀行に移籍した。
2017年6月、VプレミアリーグのJTマーヴェラスへの入団が発表された。同年のヨーロッパ選手権で金メダルを獲得し、自身もベストアウトサイドスパイカー賞を受賞した。2017/18シーズンのVプレミアリーグでは、JTの準優勝に大きく貢献し、自らも敢闘賞、ベスト6賞を獲得した。

## 球歴
- オリンピック - 2012年、2016年（2位）
- 世界選手権 - 2014年、2018年、2022年
- ワールドカップ - 2015年（銀メダル）
- ワールドグランプリ - 2012年、2013年、2014年、2016年、2017年
- 欧州選手権 - 2013年、2015年、2017年

## 所属クラブ
- Jedincowo Brcko（2001-2009年）
- ヴォレロ・チューリッヒ（2009-2011年）
- 現代建設ヒルステート（2011-2012年）
- RCカンヌ（2012-2013年）
- ユニリーバ (2013-2014年)
- 久光製薬スプリングス（2014-2015年）
- フェネルバフチェ（2015-2016年）
- 天津渤海銀行（2016-2017年）
- JTマーヴェラス（2017-2019年）
- フェネルバフチェ・ユニバーサル（2019-2021年)
- ヴェロ・バレー・ミラノ（2021-2022年）
- レニングラードカ・サンクトペテルブルク（2022-2023年）
- Liaoning Tengda（2023年）
- ヴォレロ・ル・カネ（2023-2024年）
- ゼレン・スポーツクラブ（2024年-）

## 受賞歴
- 2013年 - ワールドグランプリ ベストアウトサイドスパイカー
- 2015年 - ワールドカップ ファーストベストアウトサイドスパイカー
- 2016年 - リオ五輪 ベストアウトサイドスパイカー
- 2017年 - ヨーロッパ選手権 ベストアウトサイドスパイカー
- 2018年 - 2017/18 V・プレミアリーグ 敢闘賞、ベスト6
- 2019年 - 2018-19 V.LEAGUE DIVISION1 WOMEN　ベスト6